# Пеногипс
Пеногипс — ячеистый бетон, имеющий пористую структуру за счёт замкнутых пор по всему объёму, получаемый способом сухой минерализации пены гипсовым вяжущим.

## Способ получения
1. Способ сухой минерализации пены, разработан в МИСИ имени Куйбышева. Это способ позволяет получать ячеистый бетон на низкократных пенах с использованием быстросхватывающегося гипсового вяжущего. Суть способа заключается в следующих переделах. Первый этап связан с получением пены. За счет использования низкократных пен резко снижается расход пенообразователя, что положительно влияет на экономическую составляющую конечного продукта. Для данного способа необходимо получить пену кратностью 2-6. Этот этап занимает от 30 до 120 сек. Вторым этапом получения пеногипса является сухая минерализация. Она, в свою очередь, заключается в равномерном опудривании пузырьков пены при постоянном перемешивании. Этот этап занимает 1-3 минуты. Следующим этапом является процесс формования. Отформованное изделие подвергается сушке при температуре 70-90 градусов, однако это процесс необязателен, так как гипсовое вяжущие является быстросхватывающимся.
2. Способ пенообразования за счет ввода вовздухововлекающей добавки в гипсовое тесто. Способ отличается технологической простотой, но требует более высокого водо-гипсового отношения чем способ сухой минерализации пены и обеспечивает плотность пенобетона не ниже 300-400 кг/куб.м.

## Достоинства
- Легкость получения
- Короткий производственный цикл, что позволяет увеличить производительность
- Высокая пористость
- Низкая теплопроводность
- Легкое регулирование структуры материала за счет регулирования пены
- Низкая себестоимость

## Недостатки
Низкая водостойкость. Коэффициент размягчения гипса составляет порядка 0,3-0,4.
Прочность ниже чем у изделий из портланд-цемента